# Jurij Malentjenko
Jurij Ivanovitj Malentjenko ((russisk) Юрий Иванович Маленченко) (født 22. december 1961 i Ukraine (daværende Sovjetunionen) er en kosmonaut, der har været del af besætningerne på både Mir og den Internationale Rumstation.
- Malentjenko ankommer med ISS Ekspedition 16 til den Internationale Rumstation.
- Malentjenko og Peggy Whitson på rumvandring.
- Sojuz TMA-2 med ISS Ekspedition 7 lander.